# Finales NBA 1968
Navigation
Finales 1967 Finales 1969
Les finales NBA 1968 sont la dernière série de matchs de la saison 1967-1968 de la NBA et la conclusion des séries éliminatoires (playoffs) de la saison. Les champions de la division Est, les Celtics de Boston rencontrent le champion de la division Ouest les  Lakers de Los Angeles.
Ces finales opposent pour la sixième fois en dix ans les mêmes équipes, finales toujours gagnées par les Celtics. C'est la première fois que les finales se terminent au mois de mai.
Les Celtics remportent ainsi leur dixième titre en douze ans.
Lors de ces finales les Celtics jouent avec trois joueurs futurs membres du Hall of Fame : Sam Jones, Tom Sanders et John Havlicek ainsi que l'entraîneur-joueur Bill Russell ainsi que trois joueurs des Lakers : Jerry West, Elgin Baylor et Gail Goodrich.

## Avant les finales

### Celtics de Boston
Lors de la saison régulière les Celtics de Boston ont terminé la saison second de la division Est avec un bilan de 54 victoires pour 28 défaites avec huit victoires de moins que les 76ers de Philadelphie.
Les Celtics se sont qualifiés en battant en demi-finales de division les Pistons de Détroit quatre victoires à deux puis en  finales de division les 76ers de Philadelphie quatre victoires à trois.

### Lakers de Los Angeles
Lors de la saison régulière les Lakers ont terminé la saison second de la division Ouest avec un bilan de 52 victoires pour 30 défaites avec quatre victoires de moins que les Hawks de Saint-Louis.
Les Lakers se sont qualifiés en battant en demi-finales les Bulls de Chicago quatre victoires à 1 puis en finales de division les Warriors de San Francisco quatre victoires à zéro.

### Parcours comparés vers les finales NBA
| Champion de division | Qualifié pour les playoffs | Éliminé des playoffs |

| Franchise             | V  | D  | PCT    | R  | Dom   | Ext   | N   | Div   |
| --------------------- | -- | -- | ------ | -- | ----- | ----- | --- | ----- |
| 76ers de Philadelphie | 62 | 20 | 75,6 % | –  | 27–8  | 26–12 | 9–0 | 29–11 |
| Celtics de Boston     | 54 | 28 | 65,9 % | 8  | 28–9  | 21–16 | 5–3 | 24–16 |
| Knicks de New York    | 43 | 39 | 52,4 % | 19 | 20–17 | 21–16 | 2–6 | 19–21 |
| Pistons de Détroit    | 40 | 42 | 48,8 % | 22 | 21–11 | 12–23 | 7–8 | 15–25 |
| Royals de Cincinnati  | 39 | 43 | 47,6 % | 23 | 18–12 | 13–23 | 8–8 | 18–22 |
| Bullets de Baltimore  | 36 | 46 | .439   | 26 | 17–19 | 12–23 | 7–4 | 15–25 |

| Franchise                 | V  | D  | PCT    | R  | Dom   | Ext   | N    | Div   |
| ------------------------- | -- | -- | ------ | -- | ----- | ----- | ---- | ----- |
| Hawks de Saint-Louis      | 56 | 26 | 68,3 % | –  | 25–7  | 22–13 | 9–6  | 31–9  |
| Lakers de Los Angeles     | 52 | 30 | 63,4 % | 4  | 30–11 | 18–19 | 4–0  | 28–12 |
| Warriors de San Francisco | 43 | 39 | 52,4 % | 13 | 27–14 | 16–23 | 0–2  | 24–16 |
| Bulls de Chicago          | 29 | 53 | 35,4 % | 27 | 11–22 | 12–24 | 6–7  | 11–29 |
| SuperSonics de Seattle    | 23 | 59 | 28,0 % | 33 | 10–21 | 7–24  | 6–14 | 15–25 |
| Rockets de San Diégo      | 15 | 67 | 18,3 % | 41 | 8–33  | 4–26  | 3–8  | 11–29 |

### Face à face en saison régulière
Les Celtics et les Lakers se sont rencontrés 7 fois pour un bilan de 4 victoires à 3 en faveur des Celtics.
| Match | Date              | équipe à domicile     | Score   | équipe à l'extérieur  |
| ----- | ----------------- | --------------------- | ------- | --------------------- |
| 1     | 3 novembre 1967   | Celtics de Boston     | 105-104 | Lakers de Los Angeles |
| 2     | 1er décembre 1967 | Celtics de Boston     | 123-119 | Lakers de Los Angeles |
| 3     | 17 décembre 1967  | Lakers de Los Angeles | 117-123 | Celtics de Boston     |
| 4     | 3 janvier 1968    | Lakers de Los Angeles | 103-113 | Celtics de Boston     |
| 5     | 16 janvier 1968   | Celtics de Boston     | 112-118 | Lakers de Los Angeles |
| 6     | 11 février 1968   | Celtics de Boston     | 104-141 | Lakers de Los Angeles |
| 7     | 21 février 1968   | Lakers de Los Angeles | 122-117 | Celtics de Boston     |

## Formule

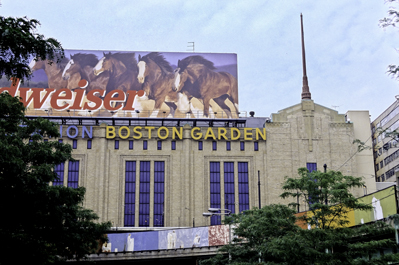
Boston Garden

Pour les séries finales la franchise gagnante est la première à remporter quatre victoires, soit un minimum de quatre matchs et un maximum de sept. Les rencontres se déroulent dans l'ordre suivant :
| Match | Recevant       | Match | Recevant       | Match | Recevant        | Match | Recevant        |
| ----- | -------------- | ----- | -------------- | ----- | --------------- | ----- | --------------- |
| 1     | Meilleur bilan | 2     | Meilleur bilan | 3     | Moins bon bilan | 4     | Moins bon bilan |

| Match | Recevant       | Match | Recevant        | Match | Recevant       |
| ----- | -------------- | ----- | --------------- | ----- | -------------- |
| 5     | Meilleur bilan | 6     | Moins bon bilan | 7     | Meilleur bilan |

Les Celtics ont l'avantage du terrain lors de la finale, car ils ont un meilleur bilan en saison régulière (54-28 contre 52-30)..

## Les finales

### Tableau
|                       | Match 1 | Match 2 | Match 3 | Match 4 | Match 5 | Match 6 | Score final |
| Celtics de Boston     | 107     | 113     | 127     | 105     | 120     | 124     | 4           |
| Lakers de Los Angeles | 101     | 123     | 119     | 118     | 117     | 109     | 2           |

Les scores en couleur représentent l'équipe à domicile. Le score du match en gras est le vainqueur du match.

### Match 1
| 21 avril 1968 | Rapport | Lakers de Los Angeles 101, Celtics de Boston 107   | Lakers de Los Angeles 101, Celtics de Boston 107 | Lakers de Los Angeles 101, Celtics de Boston 107 |  | Boston Garden, Boston Affluence : 9 546 |
| 21 avril 1968 | Rapport | Score par quart-temps : 28-29, 33-19, 44-33, 16-26 |                                                  |                                                  |  | Boston Garden, Boston Affluence : 9 546 |
| 21 avril 1968 | Rapport | Jerry West 25                                      | Points                                           | Bailey Howell 20                                 |  | Boston Garden, Boston Affluence : 9 546 |
| 21 avril 1968 | Rapport | Boston mène la série 1 à 0                         |                                                  |                                                  |  | Boston Garden, Boston Affluence : 9 546 |

### Match 2
| 24 avril 1968 | Rapport | Lakers de Los Angeles 123, Celtics de Boston 113   | Lakers de Los Angeles 123, Celtics de Boston 113 | Lakers de Los Angeles 123, Celtics de Boston 113 |  | Boston Garden, Boston Affluence : 14 780 |
| 24 avril 1968 | Rapport | Score par quart-temps : 28-27, 26-27, 36-27, 33-32 |                                                  |                                                  |  | Boston Garden, Boston Affluence : 14 780 |
| 24 avril 1968 | Rapport | Jerry West 35                                      | Points                                           | John Havlicek 24                                 |  | Boston Garden, Boston Affluence : 14 780 |
| 24 avril 1968 | Rapport | Égalité dans la série 1 à 1                        |                                                  |                                                  |  | Boston Garden, Boston Affluence : 14 780 |

### Match 3
| 26 avril 1968 | Rapport | Celtics de Boston 127, Lakers de Los Angeles 119   | Celtics de Boston 127, Lakers de Los Angeles 119 | Celtics de Boston 127, Lakers de Los Angeles 119 |  | Green Western Forum, Inglewood Affluence : 17 011 |
| 26 avril 1968 | Rapport | Score par quart-temps : 36-28, 33-34, 34-25, 24-32 |                                                  |                                                  |  | Green Western Forum, Inglewood Affluence : 17 011 |
| 26 avril 1968 | Rapport | John Havlicek 27                                   | Points                                           | Jerry West 33                                    |  | Green Western Forum, Inglewood Affluence : 17 011 |
| 26 avril 1968 | Rapport | Boston mène la série 2 à 1                         |                                                  |                                                  |  | Green Western Forum, Inglewood Affluence : 17 011 |

### Match 4
| 28 avril 1968 | Rapport | Celtics de Boston 105, Lakers de Los Angeles 118   | Celtics de Boston 105, Lakers de Los Angeles 118 | Celtics de Boston 105, Lakers de Los Angeles 118 |  | Green Western Forum, Inglewood Affluence : 17 141 Arbitres : = |
| 28 avril 1968 | Rapport | Score par quart-temps : 21-26, 23-26, 31-28, 30-38 |                                                  |                                                  |  | Green Western Forum, Inglewood Affluence : 17 141 Arbitres : = |
| 28 avril 1968 | Rapport | Bailey Howell 24                                   | Points                                           | Jerry West 38                                    |  | Green Western Forum, Inglewood Affluence : 17 141 Arbitres : = |
| 28 avril 1968 | Rapport | Égalité dans la série 1 à 1                        |                                                  |                                                  |  | Green Western Forum, Inglewood Affluence : 17 141 Arbitres : = |

### Match 5
| 30 avril 1968 | Rapport | Lakers de Los Angeles 117, Celtics de Boston 120              | Lakers de Los Angeles 117, Celtics de Boston 120 | Lakers de Los Angeles 117, Celtics de Boston 120 | OT | Boston Garden, Boston Affluence : 14 780 |
| 30 avril 1968 | Rapport | Score par quart-temps : 20-34, 34-22, 18-30, 36-22, OT : 9-12 |                                                  |                                                  | OT | Boston Garden, Boston Affluence : 14 780 |
| 30 avril 1968 | Rapport | Jerry West 35                                                 | Points                                           | John Havlicek 31                                 | OT | Boston Garden, Boston Affluence : 14 780 |
| 30 avril 1968 | Rapport | Boston mène la série 3 à 2                                    |                                                  |                                                  | OT | Boston Garden, Boston Affluence : 14 780 |

### Match 6
| 2 mai 1968 | Rapport | Celtics de Boston 124, Lakers de Los Angeles 109                     | Celtics de Boston 124, Lakers de Los Angeles 109 | Celtics de Boston 124, Lakers de Los Angeles 109 |  | Green Western Forum, Inglewood Affluence : 17 392 Arbitres : = |
| 2 mai 1968 | Rapport | Score par quart-temps : 35-28, 35-22, 24-28, 30-31                   |                                                  |                                                  |  | Green Western Forum, Inglewood Affluence : 17 392 Arbitres : = |
| 2 mai 1968 | Rapport | John Havlicek 40                                                     | Points                                           | Elgin Baylor 28                                  |  | Green Western Forum, Inglewood Affluence : 17 392 Arbitres : = |
| 2 mai 1968 | Rapport | Boston gagne la série 4 à 2 et obtient un 10e titre de champion NBA. |                                                  |                                                  |  | Green Western Forum, Inglewood Affluence : 17 392 Arbitres : = |

## Équipes
| Effectif des Celtics de Boston - Champions NBA 1967-1968 |
| --- |
| 5 John Thompson • 6 Bill Russell • 11 Mal Graham • 12 Tom Thacker • 16 Satch Sanders • 17 John Havlicek • 18 Bailey Howell • 19 Don Nelson • 20 Larry Siegfried • 24 Sam Jones • 26 Rick Weitzman • 27 Johnny Jones • 28 Wayne Embry Entraîneur :Bill Russell |